# Château de Lavison
Le château de Lavison est situé sur la commune de Loubens, dans la région naturelle de l'Entre-deux-Mers, à l'est du département de la Gironde en Nouvelle-Aquitaine.

## Historique
Le château est protégé au titre des monuments historiques par arrêté d'inscription du 21 décembre 1987. Il est ouvert au public.

## Localisation
Il se trouve sur la route départementale D21.

## Domaine viticole
Le domaine viticole produit des bordeaux rouge, blanc, rosé et crémant en agriculture biologique.

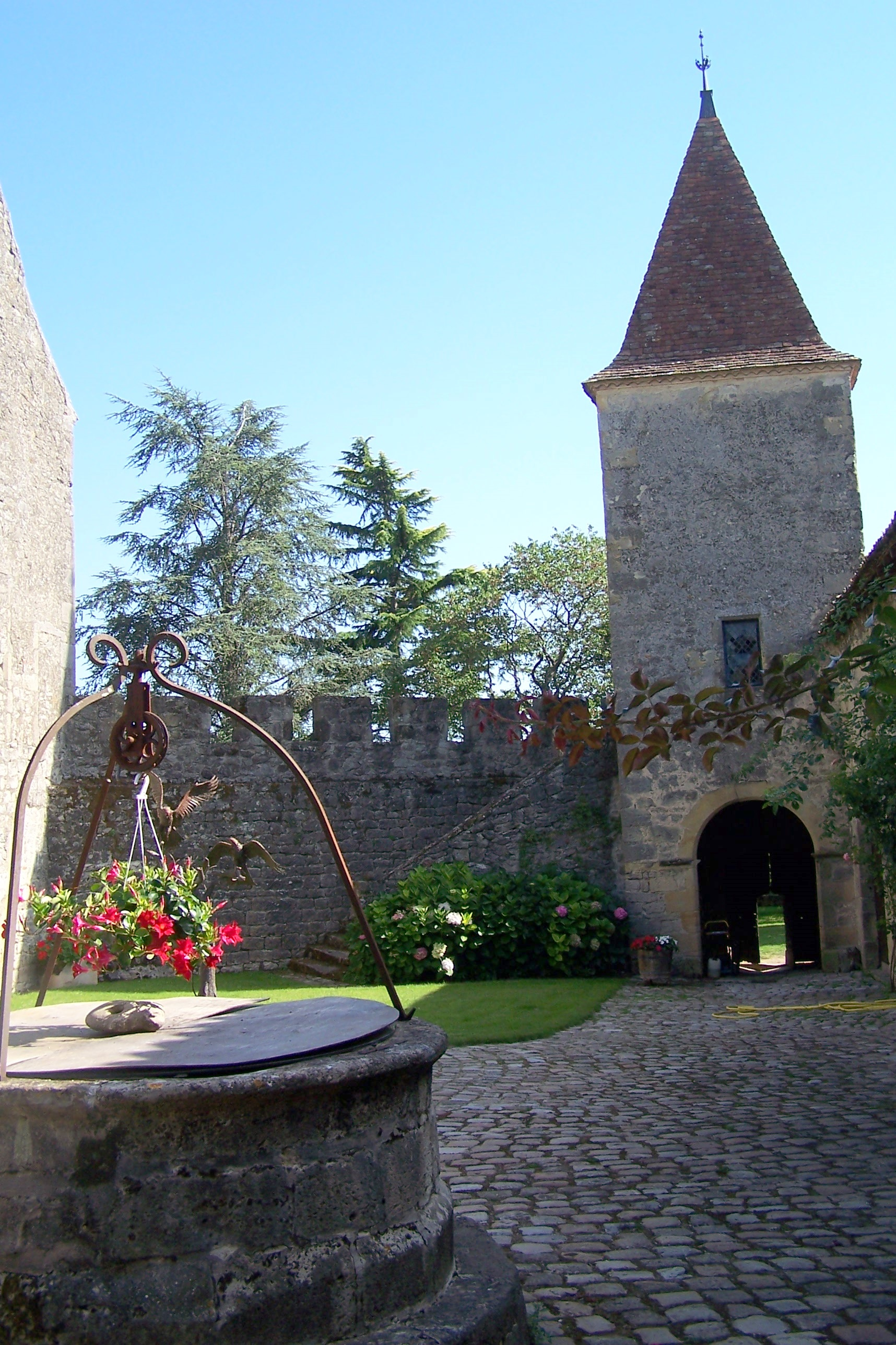
Cour intérieure
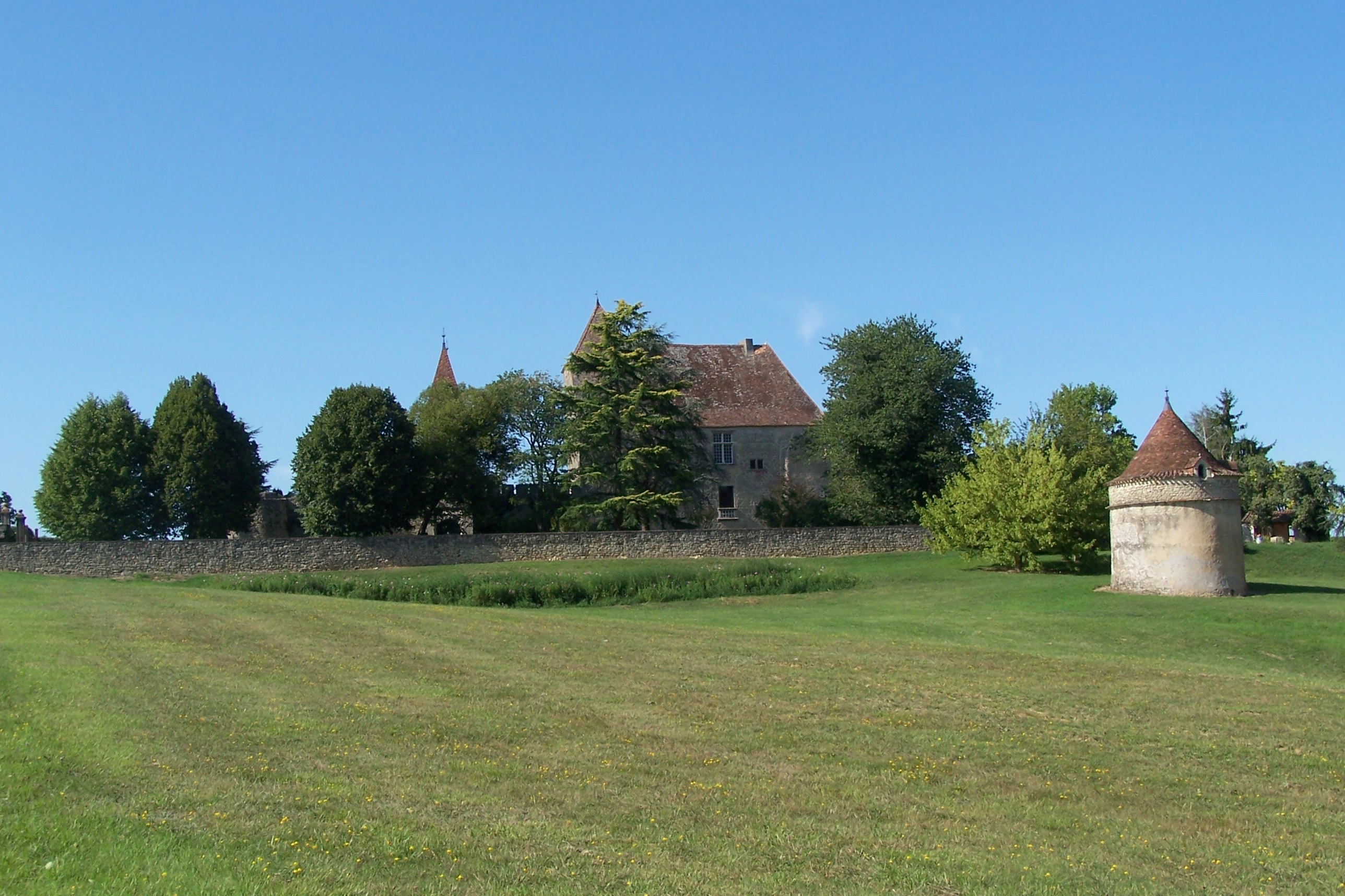
Vue sud du château
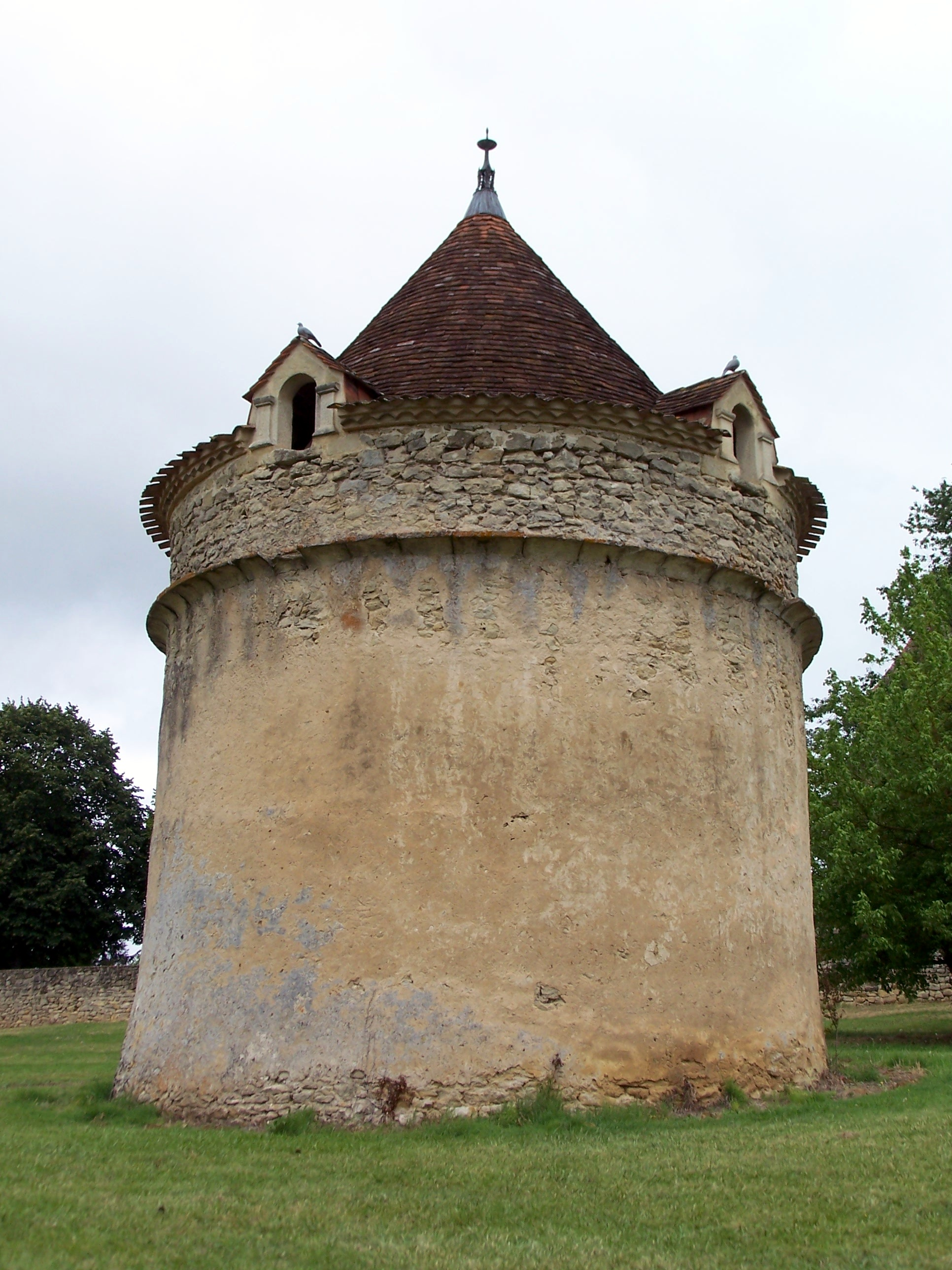
Pigeonnier
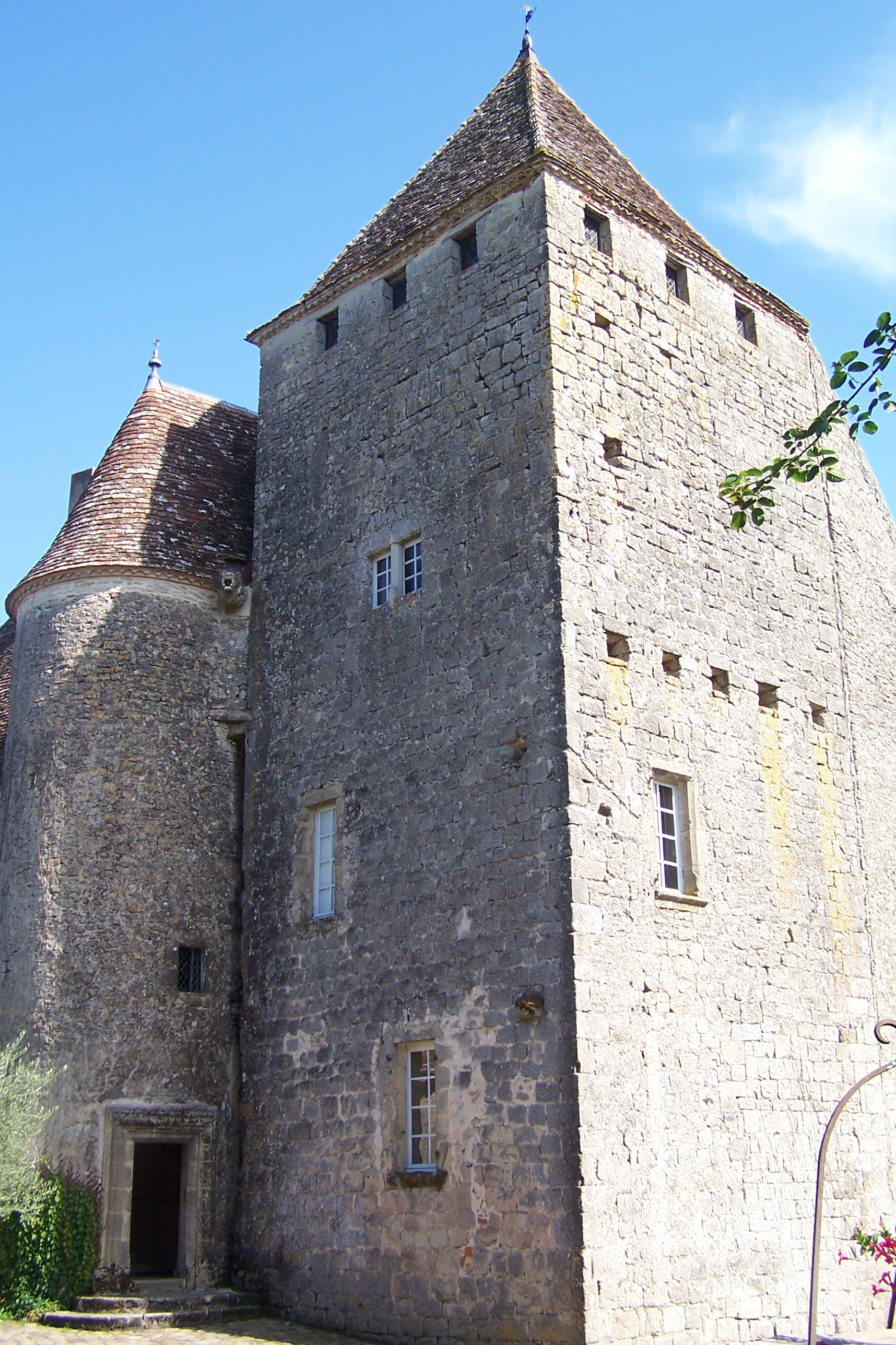
Tour carrée